# Copitarsia dissociata
Copitarsia dissociata là một loài bướm đêm trong họ Noctuidae.